# Самогубства в Бутані
Бутан займає 25-те місце в світі й 7-е місце в Азіатсько-Тихоокеанському регіоні за кількістю самогубств. Самогубство є другою головною причиною смерті в країні, поступаючись лише смертям в автомобільних катастрофах. Ці показники є шокуючими для країни, в центрі державної політики якій стоїть «Валове національне щастя».

## Статистика
У 2011 році рівень самогубств в країні становив 16,25 осіб на 100 000 населення, або 2,12% від загального числа смертей. За 2012 і 2013 роки кількість самогубств зросла на 50%. За офіційними даними, найбільше число самогубств було в 2001 році, коли 58 людей наклали на себе, а найменша кількість - в 2006 році, коли 34 особи вчинили суїцид.

## Причини
Одним з основних чинників, що призводить до самогубств, є депресія. Зростанню числа самогубств також сприяють безробіття, високий відсоток неповних сімей, домашнє насильство й надмірне вживання алкоголю. У деяких селах самогубства стали майже нормою. Високий рівень суїцидів відзначається серед бутанських біженців, більшість яких складають Непальці. Для більшості бутанцев саме обговорення самогубства та способів його запобігання є соціальним табу.
Відповідно до бутанского законодавства, акт здійснення самогубства не є протизаконним, проте підбурювання до самогубства розцінюється як злочин. Поліція надає консультаційні послуги тим, що намагалися покінчити з життям, і просить їх або їхні сім'ї дати письмове зобов'язання, що це більше не повториться.